# Paris-Roubaix 1974
La 72e édition de la course cycliste Paris-Roubaix a eu lieu le 7 avril 1974 et a été remportée en solitaire pour la deuxième fois par le Belge Roger De Vlaeminck.

## Classement final
|    | Cycliste            | Équipe                         | Temps           |
| -- | ------------------- | ------------------------------ | --------------- |
| 1  | Roger De Vlaeminck  | Brooklyn                       | 7 h 17 min 26 s |
| 2  | Francesco Moser     | Filotex                        | + 57 s          |
| 3  | Marc Demeyer        | Carpenter-Confortluxe-Flandria | + 1 min 24 s    |
| 4  | Eddy Merckx         | Molteni                        | + 1 min 24 s    |
| 5  | Eric Leman          | MIC-Ludo-De Gribaldy           | + 1 min 24 s    |
| 6  | André Dierickx      | Merlin Plage-Shimano-Flandria  | + 1 min 24 s    |
| 7  | Freddy Maertens     | Carpenter-Confortluxe-Flandria | + 4 min 26 s    |
| 8  | Herman Van Springel | MIC-Ludo-De Gribaldy           | + 4 min 26 s    |
| 9  | Herman Vrijders     | MIC-Ludo-De Gribaldy           | + 4 min 26 s    |
| 10 | Michel Périn        | Gan-Mercier-Hutchinson         | + 4 min 26 s    |